# 1831 en Belgique
Chronologie de la Belgique
- 1827
- 1828
- 1829
- 1830
- 1831
- 1832
- 1833
- 1834
- 1835

Cette page recense des événements qui se sont produits durant l'année 1831 en Belgique.

## Chronologie

### Janvier 1831
- 11 janvier : publication officielle de Guillaume II, prince d'Orange et fils du roi des Pays-Bas Guillaume Ier, annonçant aux belges qu'il prétend au trône de Belgique.
- 20 janvier : publication du protocole de Londres par les grandes puissances. La Conférence de Londres attribue la totalité du Luxembourg, la partie du Limbourg à l'est de la Meuse et Maastricht au roi des Pays-Bas et décide que la Belgique sera un état perpétuellement neutre sous la garantie des cinq puissances (Royaume-Uni, Autriche-Hongrie, France, Prusse, Russie)[1].

### Février 1831

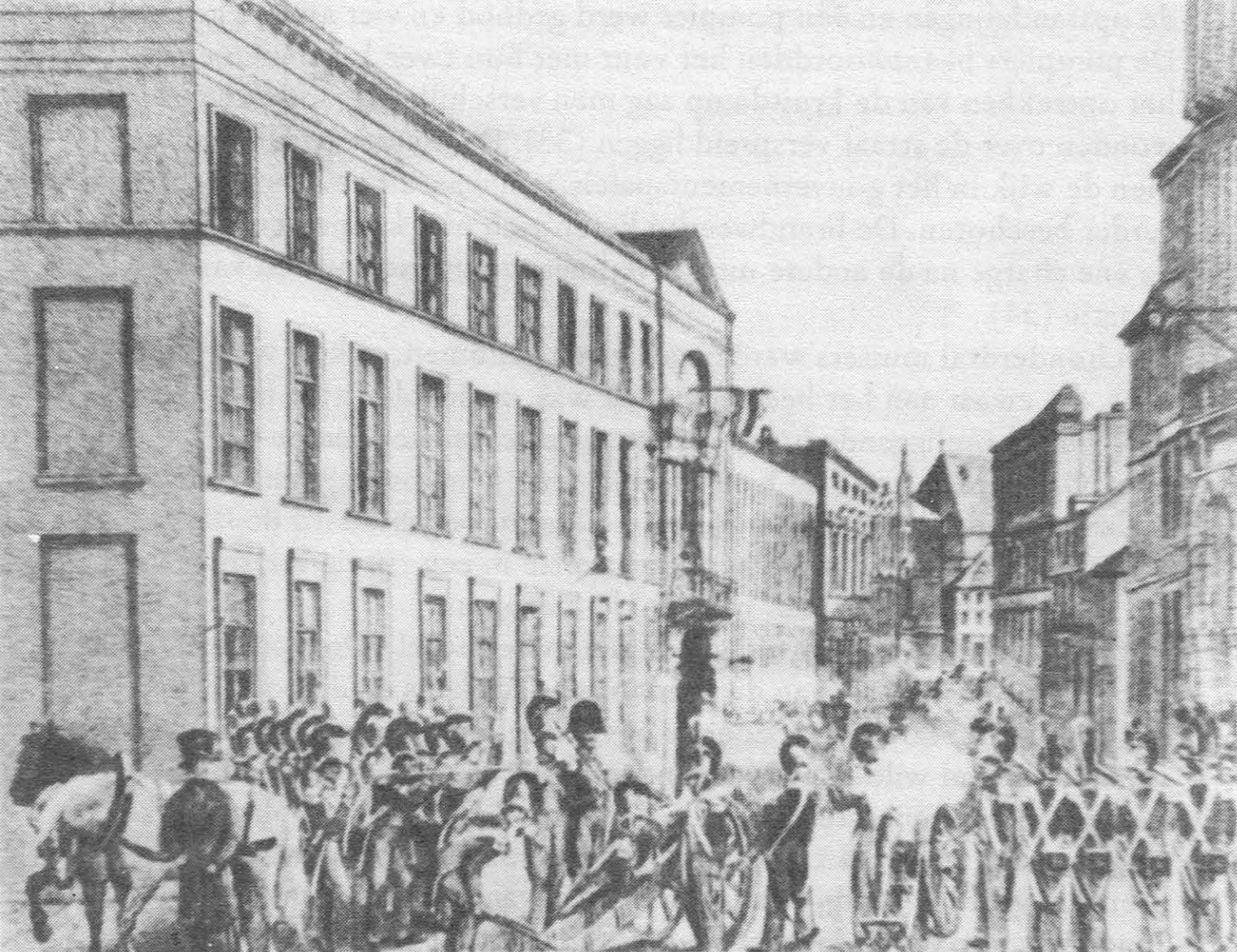
La tentative de coup d'état orangiste de 1831 à Gand est arrêtée par les pompiers de Gand mais fait 47 morts.

- 2 février : tentative de coup d'état à Gand, visant à mettre le prince d'Orange sur le trône de Belgique. L'action du mouvement orangiste est mise en échec par les pompiers de Gand mais fait 47 morts et plusieurs dizaines de blessés.
- 3 février : le Congrès national belge choisit pour roi, à une faible majorité, le duc de Nemours, deuxième fils de Louis-Philippe, devant le duc de Leuchtenberg et l’archiduc Charles d'Autriche. Louis-Philippe a fait connaître par avance qu’il n’était pas question qu’un de ses fils monte sur le trône de Belgique, ce à quoi l'Angleterre se serait de toutes façons opposé[2].
- 5 février : une canonnière de la marine royale néerlandaise s'échoue sur l'Escaut, près d'Anvers et est attaquée par le corps franc De Gorter. Pour éviter la prise, le capitaine du vaisseau, Jan van Speijk (nl), le sabote en le faisant exploser, causant la mort de 28 des 31 membres d'équipage ainsi que de plusieurs révolutionnaires belges. Jan Van Speijk devient ainsi l'un des héros néerlandais de la révolution belge, décoré comme chevalier de quatrième classe de l'Ordre militaire de Guillaume.
- 7 février : adoption de la Constitution par le Congrès national[3], inspirée du libéralisme bourgeois et catholique, qui entérine la création d’une monarchie parlementaire (bicaméralisme) et héréditaire, avec séparation des pouvoirs législatif, exécutif et judiciaire :
  - Abolition de la mort civile (art. 13)
  - Liberté des cultes (art. 14), d'enseignement (art. 17), de la presse (art. 18) et d'association (art. 20)[4].
- 15 février : Guillaume Ier accepte les « Bases de séparation ».
- 17 février : face à la pression de l'Angleterre, le roi Louis-Philippe refuse de laisser son fils, le duc de Nemours, accéder au trône de Belgique.
- 25 février : Érasme-Louis Surlet de Chokier, élu par le Congrès national, devient « régent du royaume de Belgique », poste qu'il garde jusqu'à la prestation de serment de Léopold Ier, le 21 juillet.
- 26 février : formation du gouvernement de Gerlache, ministère libéral dirigé par le catholique Étienne de Gerlache.
- Février : émeutes républicaines et orangistes.

### Mars 1831
- 4 mars : démission du gouvernement de Gerlache face aux critiques des libéraux.
- 28 mars : formation du gouvernement Lebeau I, ministère unioniste dirigé par de Joseph Lebeau.

### Avril 1831
- Avril : émeutes anti-orangistes.

### Juin 1831
- 4 juin : le Congrès national belge choisit comme roi le prince Léopold de Saxe-Cobourg, veuf de la princesse Charlotte, fille du roi d’Angleterre George IV, et candidat de l’Angleterre[2]. Celui-ci accepte la couronne de Belgique le 26 juin sous réserve de l'acceptation par le Congrès national belge des 18 articles de la Conférence de Londres de janvier 1831.
- 16 juin : 
  - création du Moniteur belge
  - arrêté du Régent réorganisant les jeunes forces armées belges en divisant l'infanterie en quatre corps d'armée[5] : l'armée de l’Escaut, l’armée des Flandres, l’armée du Luxembourg et l'armée de la Meuse.
- 26 juin : la Conférence de Londres publie le traité des XVIII articles. Séparation de la Belgique et des Pays-Bas[6].

### Juillet 1831
- 9 juillet : le Congrès national ratifie le traité des XVIII articles.
- 19 juillet : Léopold arrive à Bruxelles.
- 21 juillet : 
  - Fin de la régence. Prestation de serment du premier roi des Belges, Léopold Ier[2].
  - Démission du gouvernement Lebeau I.
- 24 juillet : formation du gouvernement de Muelenaere.

### Août 1831
- 2 août : 

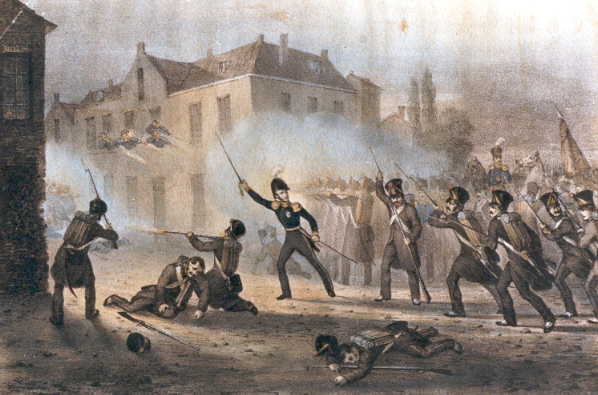
3 août : les troupes néerlandaises pendant la campagne des Dix-Jours.

  - début de la Campagne des Dix-Jours[7]. Les Néerlandais tentent de mettre fin à l'indépendance belge. Les troupes néerlandaises traversent la frontière près de Poppel, en violation de l’armistice  signé pendant la guerre belgo-néerlandaise. La Belgique demande l’aide de la France qui envoie un corps expéditionnaire : l'armée du Nord.
  - Bataille de Ravels
- 3 août : Bataille de Turnhout
- 5 août : Bataille d'Helchteren
- 6 août : 
  - Bataille d'Houthalen
  - Bataille de Lanaken
  - entrée en Belgique du corps expéditionnaire, l'armée du Nord, forte de 50 000 hommes et commandée par le maréchal Gérard.
- 7 août : Bataille de Kermt (nl)
- 8 août : bataille d'Hasselt.
- 11 août : Bataille de Boutersem
- 12 août : 
  - Bataille de Louvain.
  - l’armée française prend position dans Bruxelles. L'armée néerlandaise se replie. Fin de la campagne des Dix-Jours.

### Septembre 1831
- 8 septembre : première élection du Parlement. Le Congrès national est dissous et laisse place au Parlement bicaméral.
- 15 septembre : conférence de Bruxelles entérinant par les grandes puissances la séparation de la Belgique et du royaume uni des Pays-Bas en 24 articles.

### Octobre 1831
- 15 octobre : le traité des XXVII articles contraint la Belgique à céder la partie orientale du Limbourg et du grand-duché de Luxembourg. Il sera converti en traité le en traité le 15 novembre. Bien qu'il ne soit pas appliqué de facto, il constituera la base du futur traité des XXIV articles qui, lui, consacrera la scission du grand-duché de Luxembourg ainsi que celle du Limbourg[8].

### Novembre 1831
- 1er novembre : la Chambre approuve le traité des XXIV articles.
- 3 novembre : le Sénat approuve le traité des XXIV articles.
- 15 novembre : la Conférence de Londres publie le traité des XXIV articles.

### Décembre 1831
- Décembre : négociations sur l'emprunt d'État.
- 14 décembre : signature de la convention des forteresses entre la Belgique, l'empire d'Autriche, la France, le Royaume-Uni de Grande-Bretagne et d'Irlande, visant à démanteler plusieurs citadelles devenues belges de la barrière de Wellington, établie dans l'ancien territoire du royaume uni des Pays-Bas afin de faire rempart contre la France.

## Naissances
- 12 avril : Constantin Meunier, artiste peintre, sculpteur.
- 27 décembre : Jean-Baptiste de Winter, homme politique.

## Décès
- 8 mars : Jan-Pieter Suremont, compositeur, musicologue.
- 25 mars : Nicolas-Alexis Ondernard, évêque de Namur.
- 5 avril : Pierre Léonard Van Der Linden, entomologiste.